# Interstate 96
Pour les articles homonymes, voir Route 96.
L'Interstate 96 (I-96) est une autoroute ouest–est qui parcourt environ 192 miles (309 km), entièrement dans la Péninsule inférieure du Michigan. Le terminus ouest se trouve à un échangeur avec la US 31 aux limites est de Norton Shores, au sud-est de Muskegon. Le terminus est se trouve à la jonction avec l'I-75 près du Pont Ambassadeur à Détroit. Entre Grand Rapids et Détroit, en passant par Lansing, l'autoroute suit la Grand River Avenue, ne se trouvant jamais à plus de quelques miles de distance de celle-ci. Il s'agit de l'ancienne US 16. L'autoroute 96 a trois autoroutes auxiliaires sur son trajet.

## Description du tracé

### Muskegon à Grand Rapids

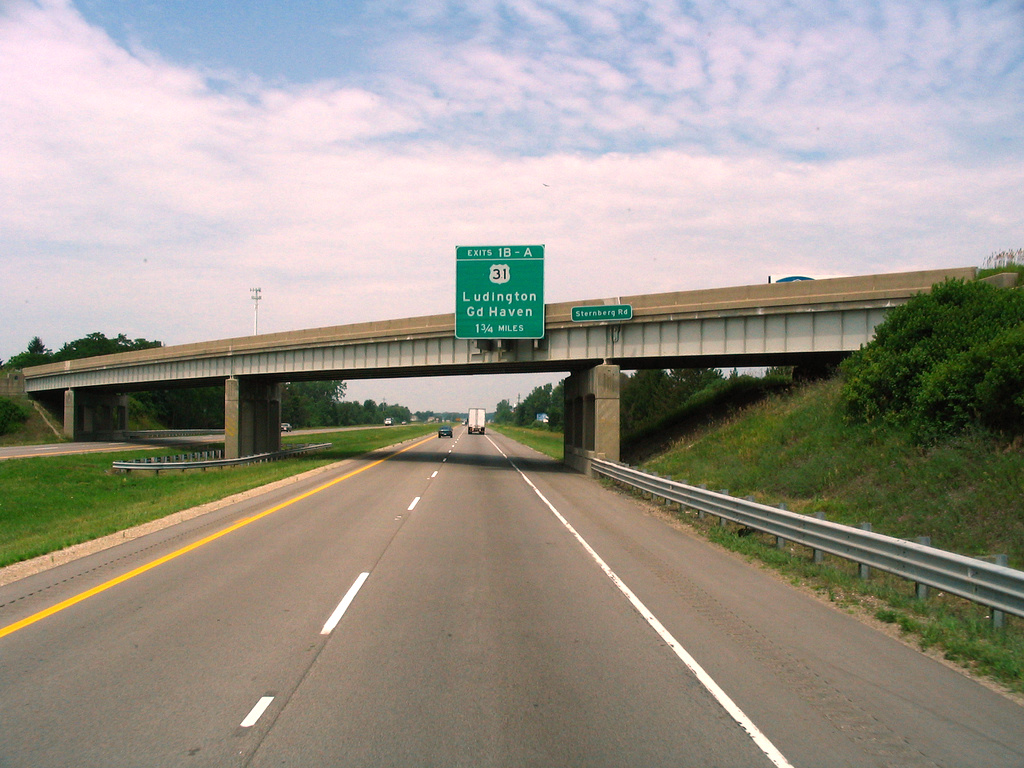
I-96 ouest approchant le terminus ouest

L'I-96 débute à un échangeur avec la US 31 au nord-est de l'Aéroport du comté de Muskegon à Norton Shores, près de Muskegon. L'autoroute se dirige d'abord vers le sud-est dans le comté de Muskegon. Elle contourne le village de Fruitport et continue vers le sud-est jusqu'à Nunica. L'autoroute traverse la Crockery Creek et bifurque vers l'est en direction de Coopersville. Elle longe la Rivière Grande sur environ 2,5 miles (4,0 km). Elle contourne Coopersville et se dirige alors en direction de Grand Rapids.
L'autoroute arrive dans la ville de Walker, une banlieue industrielle de Grand Rapids. Elle croise quelques voies locales avant de croiser la US 131, qui est également une autoroute non-signalée, l'I-296. L'I-96 passe par le nord-est de Grand Rapids pour bifurquer au sud et au sud-est jusqu'à la rivière Thornapple. Après l'avoir traversée, elle se dirige vers l'est vers Lansing.

### Grand Rapids à Howell
En quittant la région de Grand Rapids, l'autoroute entre dans le comté de Ionia. Elle atteint Portland où elle traverse la Rivière Grande. Elle continue vers le sud-est et entre dans le comté de Clinton en passant par la communauté d'Eagle. Poursuivant son trajet, elle atteint les limites ouest de la région métropolitaine de Lansing. Elle rencontre l'I-69 et forme un multiplex avec celle-ci. Elle bifurque vers le sud pour passer à l'ouest de Lansing.
L'autoroute rencontre l'I-496 et se séparent peu après. L'I-96 reprend la direction est après avoir passé au sud de Lansing. Elle croise à nouveau la Rivière Grande et rencontre l'extrémité est de l'I-496. Après cet échangeur, l'autoroute quitte les limites de Lansing.
L'I-96 continue vers l'est et contourne Williamston et Webberville par le sud. Près de cette dernière, l'autoroute bifurque vers le sud-est et entre dans le comté de Livingston. Là, l'I-96 passe au sud de Fowlerville et entre dans la limite nord-ouest de la région métropolitaine de Détroit, juste au sud de Howell.

### Région métropolitaine de Détroit

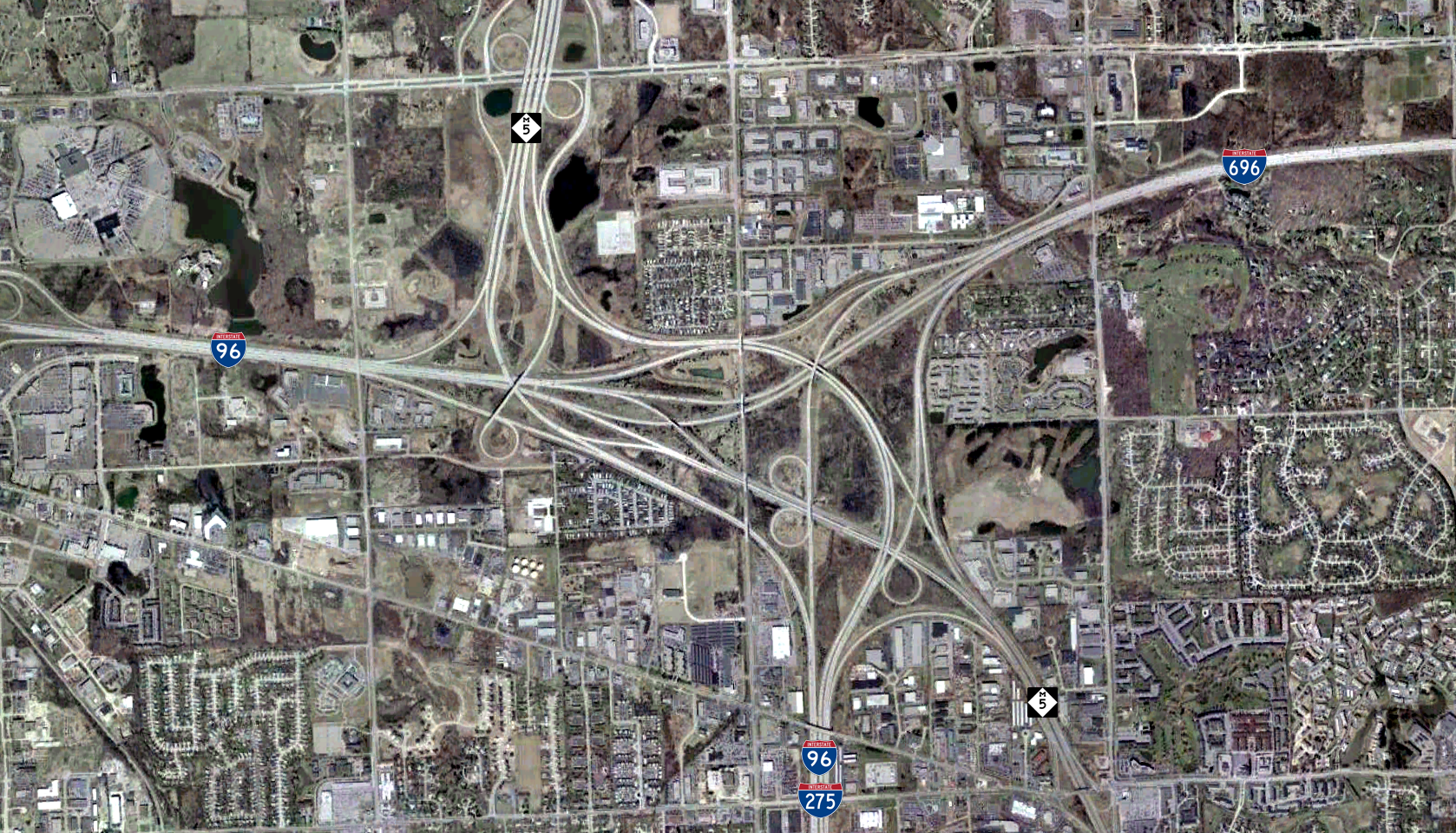
Image satellite de l'échangeur entre la M-5, l'I-275, l'I-96 et l'I-696 à Novi et Farmington Hills

L'I-96 passe par une région constituée d'une série de lacs et entre dans le comté d'Oakland. L'autoroute passe par Wixom et Novi, où elle passe au sud du Twelve Oaks Mall. Au sud-est du centre commercial, l'I-96 passe dans un échangeur complexe la reliant à l'I-275, l'I-696 et la M-5. L'I-96 se joint à l'I-275 pour former un multiplex vers le sud sur une courte distance.
L'autoroute entre dans le comté de Wayne près de l'échangeur pour la 8 Mile Road. À la jonction avec la M-14, l'I-96 et l'I-275 se séparent et l'I-96 se dirige vers l'est. Elle traverse Livonia et Redford Township avant d'entrer dans les limites de Détroit.
Après l'échangeur pour Outer Drive, l'I-96 se sépare en voies locales et voies express. Les voies locales permettent de contourner certaines sorties jusqu'à la jonction avec la M-8.
À partir de cet échangeur, l'I-96 bifurque vers le sud-est en direction du centre-ville de Détroit. Elle croise l'I-94 et atteint son terminus à la jonction avec l'I‑75 et le Pont Ambassadeur, en direction de Windsor, en Ontario.

## Liste des sorties
| Interstate 96                             |                                 |        |        |                                  | | |
| Comté                                     | Municipalité                    | mi     | km     | Sortie                           | Intersections / Destinations | Notes |
| Muskegon                                  | Norton Shores                   | 0,00   | 0,00   | 1                                | US 31 / LMCT (en) sud / Airline Road – Grand Haven, Ludington, Muskegon US 31 Bus. nord / LMCT (en) nord – Centre-ville de Muskegon | Indiqué sortie 1A (sud, Grand Haven, Airline Road) et 1B (nord, Ludington, Muskegon); pas de sortie en direction est vers Airline Road            |
| Muskegon                                  | Fruitport Township              | 0,29   | 0,47   | 1C                               | Hile Road | Sortie direction est, entrée direction ouest |
| Muskegon                                  | Fruitport Township              | 3,52   | 5,66   | 4                                | Airline Road – Fruitport | |
| Muskegon                                  | Fruitport Township              | 5,10   | 8,21   | 5                                | Fruitport Road – Fruitport | Sortie direction ouest, entrée direction est |
| Ottawa                                    | Crockery Township               | 8,88   | 14,29  | 9                                | M-104 (en) ouest – Grand Haven, Spring Lake M-231 (en) sud (120th Avenue)                                                           | |
| Ottawa                                    | Crockery Township               | 10,08  | 16,22  | 10                               | CR B-31 – Nunica | |
| Ottawa                                    | Coopersville                    | 15,99  | 25,74  | 16                               | CR B-35 – Coopersville, Eastmanville                                                                                                | |
| Ottawa                                    | Coopersville                    | 18,58  | 29,91  | 19                               | Lamont, Coopersville | |
| Ottawa                                    | Wright Township                 | 22,81  | 36,70  | 23                               | Marne | |
| Ottawa                                    | Tallmadge Township              | 23,94  | 38,53  | 24                               | M-11 (en) – Walker, Grandville | Sortie direction est, entrée direction ouest |
| Ottawa                                    | Tallmadge Township              | 24,92  | 38,97  | 25                               | 8th Avenue, 4 Mile Road | Sortie direction ouest, entrée direction est |
| Kent                                      | Walker                          | 26,43  | 42,54  | 26                               | Fruit Ridge Avenue | |
| Kent                                      | Walker                          | 28,37  | 45,65  | 28                               | Walker Avenue | |
| Kent                                      | Walker                          | 30,30  | 48,76  | 30                               | M-37 (en) nord (Alpine Avenue) – Newaygo                                                                                            | Terminus ouest du multiplex avec M-37; indiqué sortie 30A (sud) et 30B (nord) en direction ouest                                                  |
| Kent                                      | Walker                          | 30,71  | 49,43  | 31                               | US 131 (I-296 sud) – Grand Rapids, Kalamazoo, Big Rapids, Cadillac                                                                  | Indiqué sortie 31A (sud) et 31B (nord); terminus nord de l'I-296 (non-indiquée)                                                                   |
| Kent                                      | Grand Rapids                    | 33,06  | 53,21  | 33                               | M-44 Conn. (en) est (Plainfield Avenue)                                                                                             | |
| Kent                                      | Grand Rapids                    | 36,53  | 58,79  | 36                               | Leonard Street | |
| Kent                                      | Grand Rapids                    | 37,07  | 59,66  | 37                               | I-196 ouest (Gerald R. Ford Freeway) – Centre-ville de Grand Rapids, Holland                                                        | Sortie direction ouest, entrée direction est; terminus est de l'I-196                                                                             |
| Kent                                      | Grand Rapids                    | 37,80  | 60,84  | 38                               | M-37 (en) sud (East Beltline Avenue) vers M-21 (en) M-44 (en) est (East Beltline Avenue)                                            | Terminus est du multiplex avec M-37; M‑21 indiqué en direction ouest seulement                                                                    |
| Kent                                      | Grand Rapids Township           | 38,69  | 62,26  | 39                               | M-21 (en) – Lowell, Flint | Sortie direction est, entrée direction ouest |
| Kent                                      | Grand Rapids Township           | 40,01  | 64,40  | 40                               | Cascade Road – Cascade | |
| Kent                                      | Cascade Township                | 42,99  | 69,18  | 43                               | M-11 (en) ouest (28th Street) – Cascade                                                                                             | Indiqué sortie 43A (ouest) et 43B (est) |
| Kent                                      | Cascade Township                | 44,17  | 71,08  | 44                               | 36th Street | |
| Kent                                      | Cascade Township                | 45,78  | 73,67  | 46                               | M-6 ouest – Holland | |
| Kent                                      | Lowell Township                 | 52,30  | 84,17  | 52                               | M-50 (en) est – Charlotte, Lowell                                                                                                   | |
| Ionia                                     | Boston Township                 | 58,91  | 94,81  | 59                               | Saranac, Clarksville | Saranac indiqué en direction est |
| Ionia                                     | Berlin Township                 | 64,43  | 103,69 | 64                               | Saranac, Lake Odessa | Saranac indiqué en direction ouest |
| Ionia                                     | Berlin Township                 | 67,43  | 108,51 | 67                               | M-6 sud – Ionia, Battle Creek | |
| Ionia                                     | Orange Township                 | 73,29  | 117,95 | 73                               | Portland Road, Grand River Avenue                                                                                                   | |
| Ionia                                     | Portland                        | 76,07  | 122,42 | 76                               | Kent Street | |
| Ionia                                     | Portland                        | 77,49  | 124,71 | 77                               | Grand River Avenue – Portland | |
| Clinton                                   | Eagle                           | 83,62  | 134,57 | 84                               | Westphalia, Eagle | |
| Clinton                                   | Eagle Township                  | 86,27  | 138,84 | 86                               | M-100 (en) sud (Wright Road) – Grand Ledge                                                                                          | |
| Clinton                                   | Watertown Township              | 89,67  | 144,31 | 89                               | I-69 est – Flint | Sortie direction est, entrée direction ouest; sortie 81 de l'I-69 ouest                                                                           |
| Clinton                                   | Watertown Township              | 90,04  | 144,91 | 90                               | I-96 BL est (Grand River Avenue) | |
| Clinton                                   | Watertown Township              | 90,47  | 145,59 | 91                               | I-69 est – Flint | Terminus ouest du multiplex avec l'I-69; sortie direction ouest, entrée direction est                                                             |
| Eaton                                     | Delta Township                  | 93,12  | 149,86 | 93                               | I-69 BL est / M-43 (en) (Saginaw Highway) – Grand Ledge                                                                             | Indiqué sortie 93A (ouest) et 93B (est) |
| Eaton                                     | Delta Township                  | 94,58  | 152,21 | 95                               | I-496 est – Centre-ville de Lansing                                                                                                 | |
| Eaton                                     | Delta Township                  | 96,67  | 155,57 | 97                               | I-69 sud – Fort Wayne | Terminus est du multiplex avec l'I-69; sortie 72 de l'I-69 nord                                                                                   |
| Eaton                                     | Windsor Township                | 97,85  | 157,47 | 98                               | Lansing Road | Indiqué sortie 98A (sud) et 98B (nord) |
| Ingham                                    | Lansing                         | 101,43 | 163,23 | 101                              | M-99 (en) (M L King Boulevard) – Eaton Rapids                                                                                       | |
| Ingham                                    | Lansing                         | 104,40 | 168,01 | 104                              | I-96 BL ouest (Cedar Street) – Holt                                                                                                 | |
| Ingham                                    | Delhi Township                  | 106,49 | 171,38 | 106                              | I-496 ouest / US 127 – Jackson, East Lansing, Centre-ville de Lansing                                                               | Indiqué sortie 106A (sud) et 106B (nord); terminus est de l'I-496                                                                                 |
| Ingham                                    | Alaiedon Township               | 109,73 | 176,60 | 110                              | Okemos, Mason | |
| Ingham                                    | Wheatfield Township             | 117,50 | 189,10 | 117                              | Dansville, Williamston | Indiqué sortie 117A (Dansville) et 117B (Williamston) en direction est                                                                            |
| Ingham                                    | Webberville                     | 121,91 | 196,20 | 122                              | M-43 (en) ouest / M-52 (en) – Webberville, Stockbridge                                                                              | |
| Livingston                                | Fowlerville                     | 128,49 | 206,79 | 129                              | Fowlerville | |
| Livingston                                | Howell Township                 | 133,31 | 214,53 | 133                              | M-59 (en) est / I-96 BL est (Highland Road) – Howell, Pontiac                                                                       | |
| Livingston                                | Howell                          | 136,80 | 220,16 | 137                              | CR D-19 sud – Howell, Pinckney | |
| Livingston                                | Genoa Township                  | 140,11 | 225,49 | 140                              | Latson Road | |
| Livingston                                | Genoa Township                  | 141,22 | 227,27 | 141                              | I-96 BL ouest – Howell | Sortie direction ouest, entrée direction est depuis Grand River Avenue est                                                                        |
| Livingston                                | Brighton                        | 145,13 | 233,56 | 145                              | Grand River Avenue – Brighton | |
| Livingston                                | Brighton Township               | 146,77 | 236,20 | 147                              | Spencer Road – Brighton | |
| Livingston                                | Brighton Township               | 147,58 | 237,50 | 148                              | US 23 – Ann Arbor, Flint | Indiqué sortie 148A (sud) et 148B (nord) |
| Livingston                                | Brighton Township               | 149,46 | 240,53 | 150                              | Pleasant Valley Road | Sortie direction ouest, entrée direction est |
| Livingston                                | Brighton Township               | 151,06 | 243,10 | 151                              | Kensington Road | |
| Oakland                                   | Lyon Township                   | 152,89 | 246,05 | 153                              | Kent Lake Road – South Lyon | |
| Oakland                                   | Lyon Township                   | 154,90 | 249,29 | 155                              | New Hudson, Milford | Indiqué sortie 155A (New Hudson) et 155B (Milford) en direction ouest                                                                             |
| Oakland                                   | Wixom                           | 159,24 | 256,27 | 159                              | Wixom Road | |
| Oakland                                   | Novi                            | 160,30 | 257,98 | 160                              | Beck Road – Novi | |
| Oakland                                   | Novi                            | 162,41 | 261,38 | 162                              | Walled Lake, Novi, Northville | Northville indiqué en direction est, Walled Lake en direction ouest                                                                               |
| Oakland                                   | Novi                            | 163,38 | 262,94 | 163                              | I-696 est (Reuther Freeway) – Port Huron M-5 (en) est / Grand River Avenue I-275 sud – Toledo                                       | Sortie direction est, entrée direction ouest; sortie 1 de l'I-696                                                                                 |
| Oakland                                   | Novi                            | 163,82 | 263,64 | 164                              | M-5 (en) nord / 12 Mile Road | Sortie direction est, entrée direction ouest |
| Oakland                                   | Farmington Hills                | 164,96 | 265,48 | 165                              | I-696 est (Reuther Freeway) – Port Huron M-5 (en) est / Grand River Avenue                                                          | Terminus ouest du multiplex avec I-275; sortie direction ouest, entrée direction est; sortie 1 de l'I-696                                         |
| Limite Oakland–Wayne                      | Limite Farmington Hills–Livonia | 167,38 | 269,38 | 167                              | 8 Mile Road – Northville | |
| Wayne                                     | Livonia                         | 168,44 | 271,08 | 169                              | 7 Mile Road | Indiqué sortie 169A (ouest) et 169B (est) en direction ouest                                                                                      |
| Wayne                                     | Livonia                         | 169,44 | 272,68 | 170                              | 6 Mile Road | |
| Wayne                                     | Plymouth Township               | 170,50 | 274,40 |                                  | I-275 sud – Toledo M-14 (en) ouest – Ann Arbor                                                                                      | Terminus est du multiplex avec I-275; terminus ouest du multiplex avec M-14; sortie 29 de l'I-275 nord                                            |
| Wayne                                     | Livonia                         | 172,37 | 277,40 | 173                              | Newburgh Road, Levan Road | Indiqué sortie 173A (Newburgh Road) et 173B (Levan Road) en direction ouest                                                                       |
| Wayne                                     | Livonia                         | 174,37 | 280,62 | 174                              | Farmington Road | |
| Wayne                                     | Livonia                         | 175,37 | 282,23 | 175                              | Merriman Road | |
| Wayne                                     | Livonia                         | 176,37 | 283,85 | 176                              | Middle Belt Road | |
| Wayne                                     | Redford Township                | 177,37 | 285,45 | 177                              | Inkster Road | |
| Wayne                                     | Redford Township                | 178,34 | 287,01 | 178                              | Beech-Daly Road | |
| Wayne                                     | Redford Township                | 179,30 | 288,56 | 179                              | US 24 (Telegraph Road) | |
| Wayne                                     | Détroit                         | 180,33 | 290,21 | 180                              | Outer Drive | |
| Wayne                                     | Détroit                         | 180,47 | 290,43 | Terminus ouest des voies express | Terminus ouest des voies express | Terminus ouest des voies express |
| Wayne                                     | Détroit                         | 181,49 | 292,08 | 182                              | Evergreen Road | |
| Wayne                                     | Détroit                         | 182,53 | 293,75 | 183                              | M-39 (en) (Southfield Freeway) | |
| Wayne                                     | Détroit                         | 183,51 | 295,32 | 184                              | Greenfield Road | |
| Wayne                                     | Détroit                         | 184,58 | 297,05 | 185                              | Schaefer Highway, Grand River Avenue                                                                                                | |
| Wayne                                     | Détroit                         | 185,58 | 298,66 | 186A                             | Wyoming Avenue | |
| Wayne                                     | Détroit                         | 185,94 | 299,23 | 186B                             | Davison Avenue | Pas de sortie vers Davison Avenue ouest |
| Wayne                                     | Détroit                         | 186,36 | 299,92 | Terminus est des voies express   | Terminus est des voies express | Terminus est des voies express |
| Wayne                                     | Détroit                         | 187,00 | 300,94 | 187                              | Grand River Avenue | Sortie direction est, entrée direction ouest |
| Wayne                                     | Détroit                         | 187.45 | 301,68 | 188                              | Livernois Avenue, West Chicago Avenue, Joy Road                                                                                     | Indiqué sortie 188A (Livernois Avenue, West Chicago Avenue) et 188B (Joy Road) en direction ouest; West Chicago Avenue indiqué en direction ouest |
| Wayne                                     | Détroit                         | 189,07 | 304,28 | 189                              | Tireman Avenue, West Grand Boulevard                                                                                                | |
| Wayne                                     | Détroit                         | 189,79 | 305,44 | 190A                             | I-94 (Edsel Ford Freeway) – Port Huron, Chicago                                                                                     | Sortie 213B de l'I-94 |
| Wayne                                     | Détroit                         | 190,09 | 305.93 | 190B                             | Warren Avenue | |
| Wayne                                     | Détroit                         | 190,86 | 307,16 | 191                              | US 12 est (Michigan Avenue) M L King Boulevard                                                                                      | |
| Wayne                                     | Détroit                         | 190,93 | 307,28 | —                                | I-75 nord (Fisher Freeway) – Flint M-10 (en) (Lodge Freeway) – Civic Center                                                         | Sortie direction est, entrée direction ouest; sortie 48 de l'I-75                                                                                 |
| Wayne                                     | Détroit                         | 191,47 | 308,14 | 192A                             | Vernonr Highway | Sortie direction est, entrée direction ouest |
| Wayne                                     | Détroit                         | 191,97 | 308,94 | 192B                             | Pont vers le Canada | Sortie direction est, entrée direction ouest |
| Wayne                                     | Détroit                         | 192,03 | 309,05 | —                                | I-75 sud (Fisher Freeway) – Toledo                                                                                                  | Sortie direction est, entrée direction ouest; sortie 48 de l'I-75                                                                                 |
| - Terminus de multiplex - Accès incomplet |                                 |        |        |                                  | | |

## Autoroutes reliées
- Interstate 196
- Interstate 296
- Interstate 496
- Interstate 696